# Teresa Feodorowna Ries

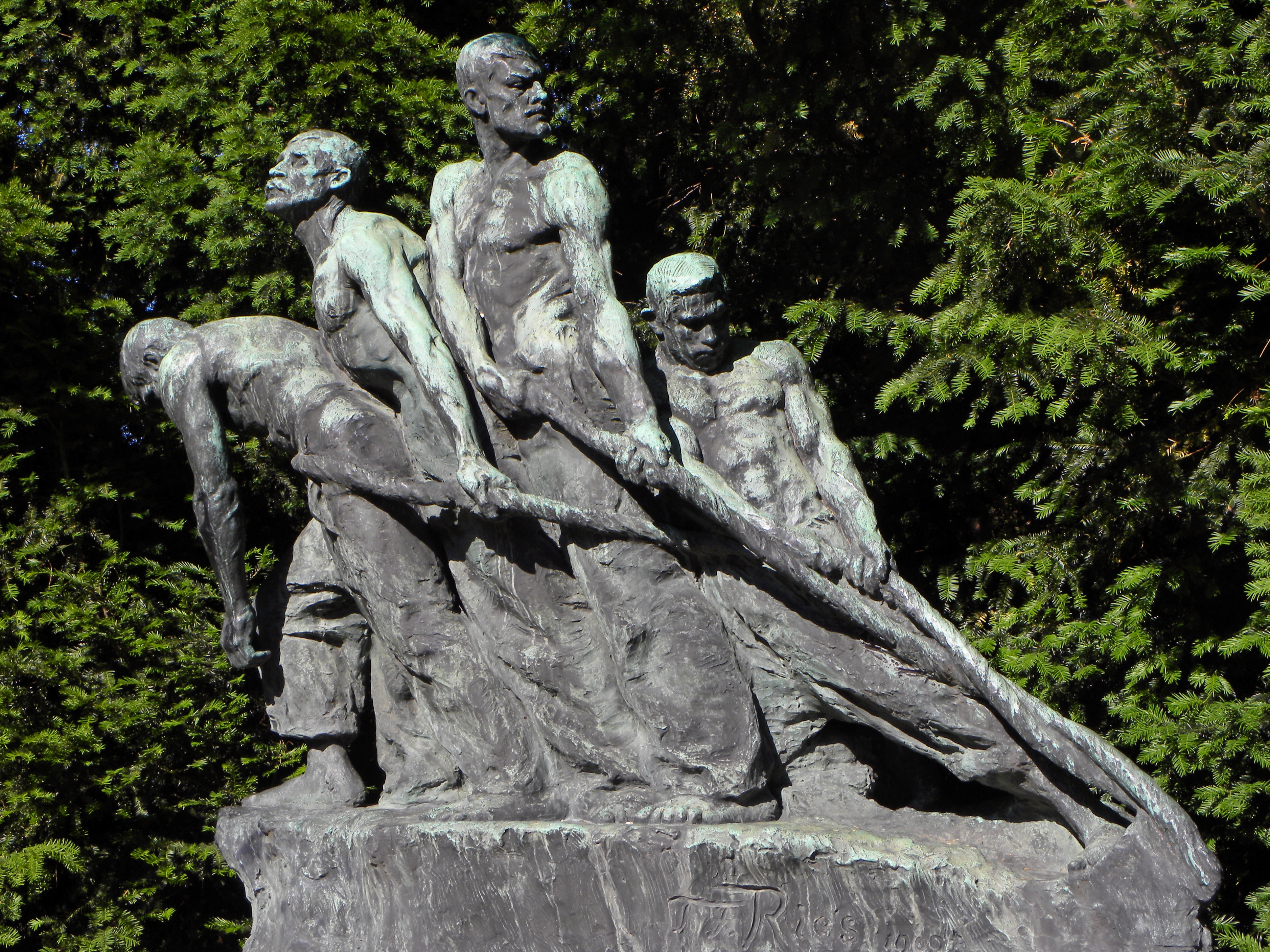
Rzeźba Teresy Ries Die Unbesiegbaren, 1928, Kongresspark, Wiedeń

Teresa Feodorowna Ries (ur. 30 stycznia 1874 w Moskwie, zm. 1956) – austriacka malarka i rzeźbiarka rosyjskiego pochodzenia.

## Życiorys
Teresa Feodorowna Ries urodziła się 30 stycznia 1874 w Moskwie. Studiowała najpierw w Szkole Malarstwa, Rzeźby i Architektury w Moskwie, z której została wydalona dyscyplinarnie za kwestionowanie autorytetu nauczyciela. W 1894 roku wyemigrowała do Wiednia, gdzie została uczennicą austriackiego rzeźbiarza Edmunda von Hellmera (1850–1935). Von Hellmer będąc pod wrażeniem jej prac, udostępnił Ries studio w Akademii, w której kobietom nie wolno było wówczas studiować. W swoich wspomnieniach Ries przyznała, że wykonała dwie prace, które von Hellmer przedstawił jako własne.
W 1895 roku, rzeźba Ries – wykonana w marmurze „Wiedźma” (oryg. niem. Hexe) – została wystawiona w wiedeńskim Künstlerhausie, zdobywając uznanie cesarza i okrywając Ries natychmiastową sławą. Rzeźba przedstawiała naturalnych rozmiarów nagą młodą wiedźmę, siedzącą obok miotły na kamieniu i przycinającą paznokcie przez sabatem. Włosy wiedźmy potargane przez wiatr otulają jej ciało niczym płaszcz. Wiedźma spogląda w prawo, przygryzając zębami dolną wargę a jej usta układają się w zawadiacki uśmiech.
W 1897 roku Ries wykonała popiersie amerykańskiego pisarza Marka Twaina (1835–1910), który pozował jej w jej studio.
Ries i jej prace chwalił m.in. austriacki poeta i pisarz Stefan Zweig (1881–1942), który w 1902 roku pisał o Ries, że może stać się tym dla rzeźby, czym Baudelaire był dla poezji.
Ries pracowała i wystawiała w Wiedniu. Swoje prace prezentowała na wystawach Secesji Wiedeńskiej w latach 1899–1905. Jej prace znalazły się także na wystawach światowych w Paryżu w 1900 roku i w Rzymie w 1911. Od 1901 roku Ries była członkinią grupy Ośmiu Artystek (niem. Acht Künstlerinnen) i wraz z tą grupą w latach 1901–1909 wystawiała swoje prace na wystawach organizowanych przez Gustava Pisko (1866–1911).
W 1938 roku jej pracownia mieszcząca się w pałacu Lichtensteinów została najechana przez policję podczas „aryzacji” pałacu. Ries opuściła pracownię, zostawiając w niej wszystkie swoje prace, zamieszkała w VI. dzielnicy Wiednia, a w 1942 roku wyemigrowała do Lugano.
Do Wiednia nigdy już nie wróciła, ale swoje prace przekazała do Muzeum Wiednia. Większość jej dzieł została jednak albo zniszczona albo pozostaje zaginiona. Ries zmarła w 1956 roku.

## Publikacje
- 1928 Die Sprache des Steins – autobiografia[9][10]